# Brook
 Der er for få eller ingen kildehenvisninger i denne artikel, hvilket er et problem. Du kan hjælpe ved at angive troværdige kilder til de påstande, som fremføres i artiklen.

Brook (ブルック Burukku) er en fiktiv figur i mangaen og animen One Piece. Han er besætningens musiker og har ofte den opgave at underholde besætningen med sin musik. Brook er med sine 88 år det ældste medlem af besætningen, men opføre sig tit ligeså tosset og barnlig som resten af besætningen. Brook er et skelet som er i live takket være den djævlefrugt han har spist, der tillod ham at vende tilbage fra de døde, desværre var hans krop blevet til et skelet da hans ånd endelig fandt den. Stråhat Piraterne mødte ham ombord på et spøgelsesskib der flød rundt i et område kaldet Florian-trekanten. Han er det niende medlem af besætningen, og den ottende som slutter sig til Luffys besætning. Han udfylder rollen som musiker, som Luffy had ønsket sig siden deres rejse begyndte.

## Personlighed
Brook er en excentrisk karakter med sin egen personlighed, ligesom de andre other Stråhat Pirater. Selvom han ligner og påstår at være en gentleman, besidder han nogle meget dårlige manerer så som at spørge om han må kvinders trudser, (og i havfruernes tilfælde om han må låne penge - dog har han stillet den samme spørgsmål til havfrue prinsessen) og venter utålmodigt på mad (et træk han deler med Luffy). På trods af denne opførsel, er han dog stadig meget vendelig og flink, og referer som regel til folk som "Sir". Han holder meget af de små ting: fra høfligehed, andres selskab, og gåture i solskindet efter han genvinder sin skygge.